# Castellbisbal
Castellbisbal ist eine katalanische Stadt in der Provinz Barcelona im Nordosten Spaniens. Sie liegt in der Comarca Vallès Occidental und gehört zur Metropolregion Àrea Metropolitana de Barcelona.

## Kultur und Sehenswürdigkeiten
- Museu del Tractor d’Epoca

Sammlung von über 200 Traktoren und etlichen Stationärmotoren. Der überwiegende Teil ist vollständig restauriert und betriebsbereit. Die Ausstellung bietet einen Überblick unterschiedlichster Hersteller, Epochen und Länder und soll das landwirtschaftliche Kulturgut bewahren. Das älteste Ausstellungsstück ist derzeit ein Dampftraktor von 1898 aus Kanada, welcher 16 Tonnen wiegt. Eine Rarität stellt der HSCS Le Robuste K 40 aus Ungarn dar. Selbstverständlich fehlen spanische Traktoren aus dem Fordwerk Cádiz, 1920 eröffnet, ebenso wenig, wie ein Imperial TWB aus Australien.